# Религиозный скептицизм

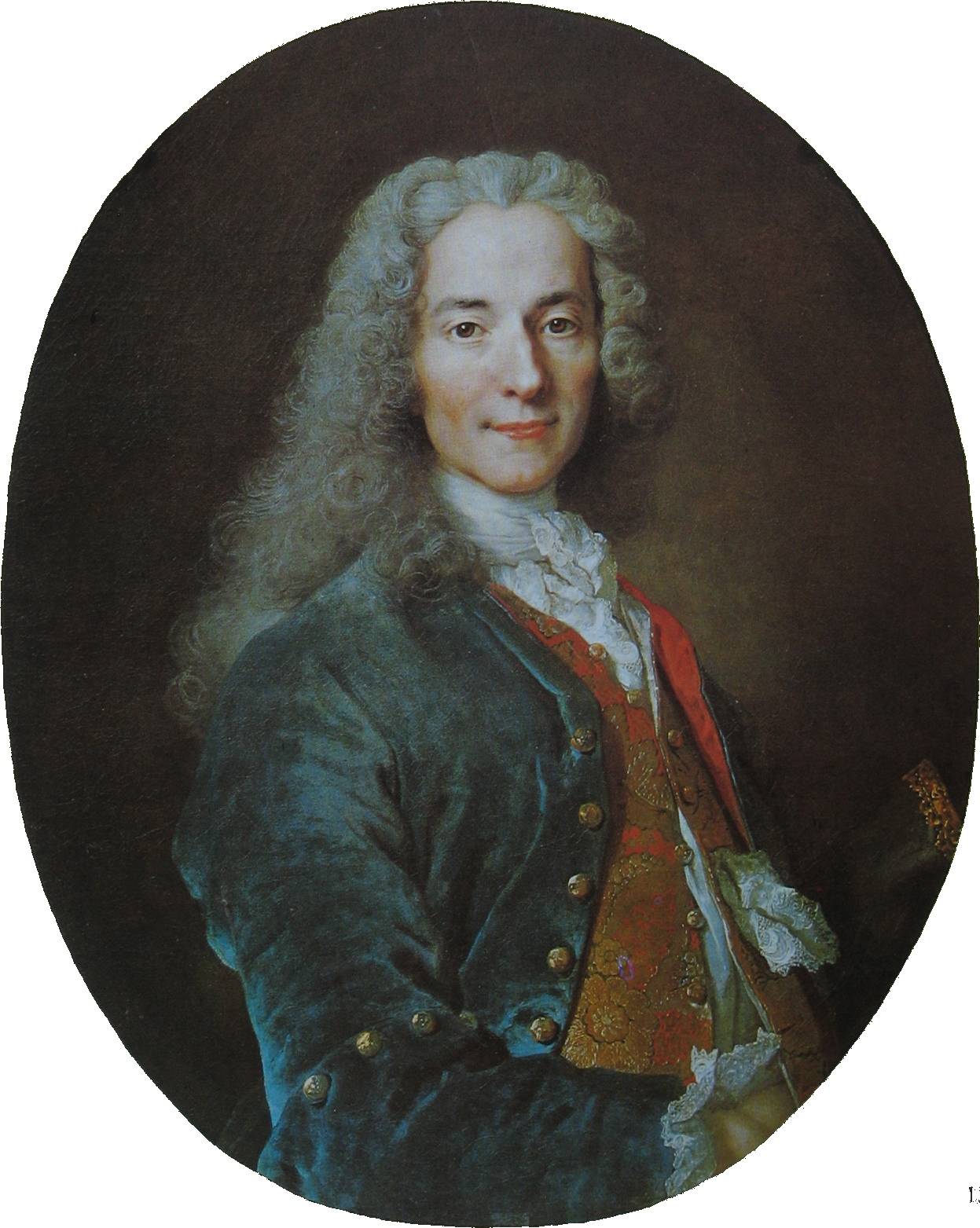

Религио́зный скепти́цизм — вид скептицизма в отношении тех или иных аспектов религиозности, не связанный с отрицанием религии в целом. Религиозные скептики ставят под вопрос религиозные авторитеты и при этом не обязательно являются антирелигиозными людьми, но скептически относятся к конкретным религиозным убеждениям и/или обычаям. Религиозный скептицизм — это не то же самое, что атеизм или агностицизм, а некоторые религиозные скептики — деисты.
Во второй половине XVIII века под влиянием идей Просвещения получил распространение религиозный скептицизм, сомнение в истинности религиозных догм и писаний. Религиозный скептицизм имеет тесную связь с вольтерьянством. В стремлении избавить людей от суеверий, и показать дорогу к счастью, религиозный скептицизм имел ярко выраженную антиклерикальную направленность, ставя перед собой задачи разрушить теологические мировоззрения и заложить основы свободомыслия. Развиваясь в борьбе с ортодоксальным христианством, религиозный скептицизм обретал формы деизма, пантеизма или атеизма. Вольтерянство и скептицизм были неутомимыми и беспощадными критиками церкви и её служителей, преследуя церковь аргументами логики и сарказма.